# Liste der Monuments historiques in Plouguin
Die Liste der Monuments historiques in Plouguin führt die Monuments historiques in der französischen Gemeinde Plouguin auf.

## Liste der Bauwerke
| Bezeichnung               | Beschreibung | Standort | Kennzeichnung | Schutzstatus | Datum | Bild           |
| ------------------------- | ------------ | -------- | ------------- | ------------ | ----- | -------------- |
| Menhir von Kervignen-Bras |              | (Lage)   | PA00090250    | Classé       | 1979  | weitere Bilder |
| Menhir von Lannoulouarn   |              | (Lage)   | PA00090251    | Classé       | 1961  | weitere Bilder |